# سوطيما
سوطيما شركة مغربية للصناعات الصيدلية يرجع تأسيسها إلى 26 يناير 1976 والتي انطلقت بتصنيع معجون للأسنان لتتطور في مجال تصنيع الأدوية والمنتجات الصيدلية تحت الرخصة، إذ تصنع حاليا 230 منتوجا
صيدليا وتتعامل مع 32 مختبرا دوليا، 7 مختبرات منها في أميركا و25 في أوروبا. وتزود الشركة السوق المغربية حاليا بنحو 10% من مبيعاته، وتملك 4 مصانع قائمة، بالإضافة إلى مصنع خامس في طور البناء. وتملك واحدا من 7 مصانع في العالم المتخصصة في صناعة الأنسولين كما تعتبر الوحيدة في المغرب التي تنتج مضادات حيوية من صنف سيفالوسبورين
وعرف حجم مبيعات الشركة خلال الفترة ما بين 2001 و2004 زيادة بنسبة 18% في السنة في المتوسط وبلغ نحو 500 مليون درهم مغربي (60.24 مليون دولار) خلال السنة المنتهية، وارتفعت الأرباح الصافية للمجموعة خلال نفس الفترة بـ29% في السنة في المتوسط، وبلغت 55 مليون درهم (6.63 مليون دولار).

## مواقع خارجية
موقع الشركة